# Cantó de Hazebrouck-Sud
El cantó d'Hazebrouck-Sud (neerlandès Kanton Hazebroek-Zuid) és una divisió administrativa francesa situat al departament del Nord a la regió dels Alts de França. Forma part del Westhoek (Flandes francès)

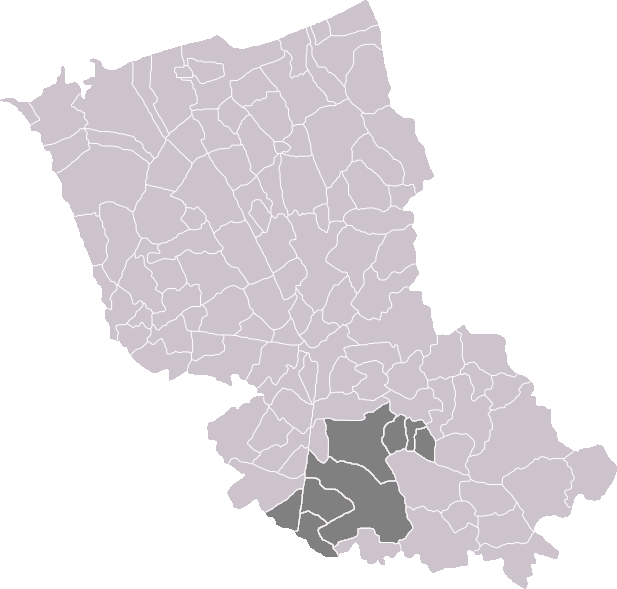
Situació del cantó

## Composició
El cantó aplega 8 comunes: 
| Nom francès | Nom flamenc | Població | Codi Postal | Codi INSEE |
| Boëseghem   | Boezegem    | 755      | 59189       | 59087      |
| Borre       | Borre       | 540      | 59190       | 59091      |
| Hazebrouck  | Hazebroek   | 21.396   | 59190       | 59295      |
| Morbecque   | Moerbeke    | 2.669    | 59190       | 59416      |
| Pradelles   | Pradeels    | 184      | 59190       | 59469      |
| Steenbecque | Steenbeke   | 1.612    | 59189       | 59578      |
| Strazeele   | Strazele    | 681      | 59270       | 59582      |
| Thiennes    | Tienen      | 856      | 59189       | 59590      |

## Demografia
| 1962 | 1968  | 1975  | 1982  | 1990  | 1999  | 2006   |
| ---- | ----- | ----- | ----- | ----- | ----- | ------ |
| -    | 6.255 | 6.524 | 6.865 | 6.977 | 7.297 | 15.494 |

## Història
| Data d'elecció                           | Identitat         | Partit | Qualitat |
| ---------------------------------------- | ----------------- | ------ | -------- |
| 2001-2008                                | Paul Blondel      | UPM    |          |
| 2008-                                    | Françoise Polnecq | PS     |          |
| les dades anteriors no són pas conegudes |                   |        |          |
|                                          |                   |        |          |